# Lozza
Lozza (Lòza in dialetto varesotto) è un comune italiano di 1 194 abitanti della provincia di Varese in Lombardia. 

## Storia
In epoca romana Lozza era attraversata dalla Via Mediolanum-Bilitio, una strada romana che metteva in comunicazione Mediolanum (Milano) con Luganum (Lugano) passando da Varisium (Varese). Abitata (come l'intera zona) già dal Neolitico, Lozza venne conquistata nell'Alto Medioevo dai Longobardi e successivamente dai Franchi per entrare a far parte dell'Arcivescovado di Milano verso il 1200.

In questi anni appare nei documenti ufficiali come Locotia e Locia e è annessa al feudo di Varese.
Nel 1648 risulta nei possedimenti della nobile famiglia dei Castiglioni di Lozza e, nel XVII secolo, il conte Marco Fabrizio vi costruì un palazzetto di villeggiatura estiva (tuttora inserito nel tessuto urbano) che appartenne alla famiglia Castiglioni fino alla fine del XIX secolo.
Agli inizi del XX secolo e con il succedersi delle grandi trasformazioni socio economiche, anche Lozza subì gli effetti dell'industrializzazione e così vi sorsero vari opifici cartari e di filatura, imprese queste favorite anche dalla costruzione della vicina Ferrovia della Valmorea che fino alla metà dello stesso secolo la serviva tramite il casello di Lozza-Ponte di Vedano.

## Origini del nome
Il nome del paese ha origine da diverse lingue, anche se il concetto rimane identico: Lozza (nome latino Lotia), sembra derivi dal celtico lossa o luth, parola che indica la melma di terra e rifiuti vegetali che veniva accumulata al ciglio delle strade per marcire e fornire concime per le coltivazioni. Tuttavia potrebbe derivare dal latino lutum (fango) e quindi lotza, Lozza.
Ancora oggi in lingua lombarda occidentale loegia significa terra concimata e nel dialetto parlato in Canton Ticino slozz significa fradicio e nella lingua corsa lozzu vuol dire melma.

## Edifici religiosi
- Chiesa patronale di Sant'Antonino martire
- Chiesa di Santa Maria in Campagna

## Società

### Evoluzione demografica
- 150 nel 1751
- 218 nel 1805
- annessione a Castiglione nel 1809
- 331 nel 1853

Abitanti censiti

## Infrastrutture e trasporti
La fermata Lozza-Ponte di Vedano, attivata nel 1915, era posto lungo la ferrovia di Valmorea; privata del traffico passeggeri nel 1938, fu soppressa definitivamente l'anno successivo.

## Amministrazione
Lozza fu in provincia di Como dal 1801 al 1927. E dal 1927 iniziò a far parte della provincia di Varese.